# Tayfur Əliyev
Tayfur Əliyev (ur. 1 stycznia 1997) – azerski bokser, zdobywca srebrnego medalu na Mistrzostwach Europy Juniorów 2013 w Anapie, złoty medalista Mistrzostw Europy Gimnazjalistów z roku 2011, mistrz Azerbejdżanu w wadze muszej z roku 2015. W 2014 reprezentował Azerbejdżan na Młodzieżowych Mistrzostwach Świata oraz na Młodzieżowych Mistrzostwach Europy.

## Kariera
W czerwcu 2012 startował na Mistrzostwach Europy Juniorów w Sofii. W 1/8 finału pokonał na punkty (18:7) Litwina Jaroslav Karpoviča. W ćwierćfinale przegrał z reprezentantem Mołdawii Vladislavem Ţuguim, ulegając mu na punkty (9:13). W listopadzie 2013 na Mistrzostwach Europy Juniorów zdobył srebrny medal. W półfinale pokonał Włocha Marco Amoroso, a w finale przegrał z Temirlanem Khangishiyevem.
W styczniu 2014 został młodzieżowym wicemistrzem Azerbejdżanu w kategorii piórkowej. W tym samym roku rywalizował na Młodzieżowych Mistrzostwach Świata oraz na Młodzieżowych Mistrzostwach Europy jednak rywalizację kończył na pierwszych pojedynkach.
W styczniu 2015 zdobył mistrzostwo Azerbejdżanu w kategorii piórkowej.